# Руне Карлсон
Руне Карлсон (1. октобар 1909 — 14. септембар 1943) био је шведски фудбалски везни фудбалер који је играо за Шведску на Светском првенству у фудбалу 1934. Играо је и за Ескилстуну.